# العلاقات البليزية السريلانكية
العلاقات البليزية السريلانكية هي العلاقات الثنائية التي تجمع بين بليز وسريلانكا.

## مقارنة بين البلدين
هذه مقارنة عامة ومرجعية للدولتين:
| وجه المقارنة                                              | بليز         | سريلانكا                         |
| --------------------------------------------------------- | ------------ | -------------------------------- |
| المساحة (كم2)                                             | 22.97 ألف    | 65.61 ألف                        |
| عدد السكان (نسمة)                                         | 374.68 ألف   | 21.44 مليون                      |
| الكثافة السكانية (ن./كم²)                                 | 16.31        | 326.78                           |
| العاصمة                                                   | بلموبان      | سري جاياواردنابورا كوتي، كولمبو  |
| اللغة الرسمية                                             | لغة إنجليزية | اللغة السنهالية، اللغة التاميلية |
| العملة                                                    | دولار بليزي  | روبية سريلانكي                   |
| الناتج المحلي الإجمالي (بليون دولار)                      | 1.84 مليار   | 87.17 مليار                      |
| الناتج المحلي الإجمالي (تعادل القوة الشرائية) بليون دولار | 3.05 مليار   | 246.62 مليار                     |
| الناتج المحلي الإجمالي الاسمي للفرد دولار أمريكي          | 4.88 ألف     | 3.93 ألف                         |
| الناتج المحلي الإجمالي للفرد دولار أمريكي                 | 8.42 ألف     | 11.11 ألف                        |
| مؤشر التنمية البشرية                                      | 0.715        | 0.757                            |
| رمز المكالمات الدولي                                      | +501         | +94                              |
| رمز الإنترنت                                              | .bz          | .lk،                             |
| المنطقة الزمنية                                           | 00           | ت ع م+05:30                      |

## منظمات دولية مشتركة
يشترك البلدان في عضوية مجموعة من المنظمات الدولية، منها:
| علم المنظمة | اسم المنظمة                        | تاريخ انضمام بليز | تاريخ انضمام سريلانكا |
| ----------- | ---------------------------------- | ----------------- | --------------------- |
|             | مؤسسة التنمية الدولية              | 19 مارس 1982      | 27 يونيو 1961         |
|             | يونسكو                             | 10 مايو 1982      | 14 نوفمبر 1949        |
|             | وكالة ضمان الاستثمار متعدد الأطراف | 29 يونيو 1992     | 27 مايو 1988          |
|             | الأمم المتحدة                      | 25 سبتمبر 1981    | 14 ديسمبر 1955        |
|             | دول الكومنولث                      | ?                 | 1948                  |
|             | الاتحاد البريدي العالمي            | ?                 | ?                     |
|             | البنك الدولي للإنشاء والتعمير      | 19 مارس 1982      | 29 أغسطس 1950         |
|             | الاتحاد الدولي للاتصالات           | 16 ديسمبر 1981    | 1897                  |
|             | منظمة حظر الأسلحة الكيميائية       | ?                 | ?                     |
|             | مؤسسة التمويل الدولية              | 19 مارس 1982      | 20 يوليو 1956         |
|             | منظمة التجارة العالمية             | ?                 | ?                     |
|             | منظمة الشرطة الجنائية الدولية      | ?                 | ?                     |

## وصلات خارجية
- موقع وزارة الخارجية البليزية
- موقع وزارة الخارجية السريلانكية